# انحراف (هندسة مواد)

انخلاع على الحافة (يسار) ونوع دوراني (يمين).

في علم المواد، يعتبر الخلع أو خلع تايلور  dislocation عيبًا بلوريًا خطيًا أو عدم انتظام داخل بنية بلورية حصل لها تغيير مفاجئ في ترتيب الذرات. حركة الإنحراف تسمح للذرات أن تنزلق فوق بعضها البعض في مستويات الإجهاد المنخفضة فيما يعرف بالإنزلاق أو الزلة. يتم استعادة الترتيب البلوري على جانبي الاضطراب الانزلاقي لكن الذرات الموجودة على أحد الجانبين تتحرك في موضع واحد. لا يتم استعادة الترتيب البلوري بالكامل في حالة الخلع الجزئي. يُحدد الإنحراف الحدود بين المناطق المنزلقة وغير المنزلقة من المواد، ونتيجة لذلك، يجب إما أن يشكل حلقة كاملة، يتقاطع فيها الاضطراب مع غيره من الإنحرافات أو العيوب، أو يمتد إلى حواف البلورة (الحبيبة)؛ حيث أن المعدن يتكون من اعداد كبيرة جدا من الحبيبات المتبلورة. ففي حالة الفولاذ فهو يتكون من حبيبات متبلور صغيرة من ذرات الحديد وتحتوي فيما بينها على ذرات قليلة من الكربون . يمكن أن تمييز الإنحراف في جسم المعدن بمسافة واتجاه الحركة التي تسببها للذرات والتي يتم تحديدها بواسطة متجه برغر.يحدث تشوه غير مرن عن طريق خلق وحركة العديد من الإنحرافات. يؤثر عدد الاضطرابات وترتيبها على العديد من خصائص المواد.

رسم تخطيطي (مستويات شبكية بلورية) يوضح خلع (اضطراب) الحافة. ناقلات برجر باللون الأسود ، خط الخلع بلون أزرق.

النوعان الأوليان من الإنحرافات هما الاختلالات اللاطئة وهي الغير قادرة على الحركة وإنحرافات انزلاقية وهي التي أصبحت قادرة على الحركة. ومن أمثلة الاضطرابات اللاطئة خلع قضيب السلم وتقاطع لومير وكوتريل. النوعان الرئيسيان من الاضطرابات المتنقلة هما خلع الحواف والّلف.
يمكن تصور حدوث خلع الحواف على أنه ناتج عن إنهاء مستوى من الذرات في منتصف البلورة. في مثل هذه الحالة، فإن المستويات المحيطة ليست مستقيمة، ولكن مثنية حول حافة المستوى النهائي بحيث أن ترتيب هذا التركيب البلوري منتظم على كل الجانبين. هذه الظاهرة مماثلة لنصف قطعة من الورق تم إدخالها في كومة من الورق، حيث يكون العيب في الرزمة ملحوظًا فقط عند حافة نصف الورقة.
تم تطوير النظرية التي تصف الحقول المرنة للعيوب من قبل فيتو فولتيرا في عام 1907. في عام 1934، اقترح إيجون أوروان ومايكل بولاني وجيفري تايلور أن الإجهادات المنخفضة التي لوحظت أنتجت تشوهات غير مرنة مقارنة بالتنبؤات النظرية في ذلك الوقت والتي يمكن تفسيرها عبر نظرية الاضطرابات.